# Scaphognathidae
Ne doit pas être confondu avec Scaphognathinae.
Famille
Les Scaphognathidae sont une famille fossile de ptérosaures abritant certains de leurs premiers représentants chinois du Jurassique supérieur. Les Rhamphorhynchoidea ont une vaste répartition géographique (Europe, Afrique, Amérique du Nord, Asie) ; ils vivaient durant la période du Jurassique (inférieur, moyen et supérieur).

## Historique
La famille des Scaphognathidae est décrite en 1913 par le paléontologue britannique Reginald Hooley (1865-1923),. 

### Fossiles
Selon Paleobiology Database en 2024, cette famille des Scaphognathidae a deux collections référencées de fossiles. Ces deux collections sont de l'Oxfordien du Jurassique supérieur, c'est-à-dire datent de 163,5 à 157,3 Ma avant notre ère.

### Répartition
Ces deux collections viennent du Liaoning en Chine.

### Super-famille
Cette famille est classée dans la super-famille des Scaphognathoidea en 1937 par Roxo, et dans la super-famille des Rhamphorhynchoidea en 1964 par Young,.

### Confusion
Attention à ne confondre cette famille des Scaphognathidae avec la sous-famille des Scaphognathinae de la famille des Rhamphorhynchidae du clade des Breviquartossa. Mais cette sous-famille est aussi décrite par le même paléontologue Hooley, mais de date inconnue.

## Liste des genres
Selon Paleobiology Database en 2024, cette famille des Scaphognathidae a deux genres :
- †Fenghuangopterus Lü et al., 2010
- †Jianchangnathus Cheng et al., 2012[2].

### Publication originale
- [1913] (en) Reginald Hooley, « ??? », ?????,‎ 1913.